# NGC 6591
NGC 6591 este o galaxie spirală situată în constelația Hercule. A fost descoperită în 27 iulie 1864 de către Albert Marth.